# Гиперграф

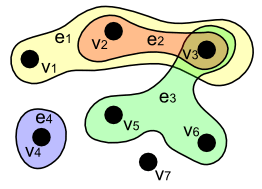
Пример гиперграфа:,
.

Гипергра́ф — обобщение графа, в котором каждым ребром могут соединяться не только две вершины, но и любые подмножества множества вершин.
С математической точки зрения, гиперграф представляет собой пару {\displaystyle (V,E)}, где {\displaystyle V} — непустое множество объектов некоторой природы, называемых вершинами гиперграфа, а {\displaystyle E} — семейство непустых (необязательно различных) подмножеств множества {\displaystyle V}, называемых рёбрами гиперграфа.
Гиперграфы применяются, в частности, при моделировании электрических цепей.
Трансверсалью гиперграфа является множество {\displaystyle T\subseteq V}, содержащее непустое пересечение с каждым ребром. Такая трансверсаль будет минимальной, если никакое её подмножество само не является трансверсалью гиперграфа.